# ديمتري بيرتود
ديمتري بيرتود (بالفرنسية: Dimitry Bertaud)‏ (6 يونيو 1998 بمونبلييه في فرنسا - ) هو لاعب كرة قدم فرنسي في مركز حراسة المرمى. شارك مع منتخب فرنسا تحت 16 سنة لكرة القدم ومنتخب فرنسا تحت 19 سنة لكرة القدم ومنتخب فرنسا تحت 20 سنة لكرة القدم. أما مع النوادي، فقد لعب مع نادي مونبلييه.

## وصلات خارجية
- ديمتري بيرتود على موقع رابطة كرة القدم الفرنسية للمحترفين (الإنجليزية)
- ديمتري بيرتود على موقع إي إس بي إن إف سي (الإنجليزية)
- ديمتري بيرتود على موقع قاعدة بيانات كرة القدم.إي يو (الإنجليزية)
- ديمتري بيرتود على موقع ليكيب (الفرنسية)
- ديمتري بيرتود على موقع Soccerbase.com (لاعب) (الإنجليزية)
- ديمتري بيرتود على موقع Soccerway.com (الإنجليزية)
- ديمتري بيرتود على موقع عالم كرة القدم.نت (الإنجليزية)
- ديمتري بيرتود على موقع أوليمبيديا (الإنجليزية)
- ديمتري بيرتود على موقع AS.com (الإسبانية)